# 더 위크
《더 위크》(The Week)는 영국과 미국에서 발행되는 주간 뉴스 잡지이다. 영국판은 1995년에, 미국판은 2001년에 각각 창간되었으며, 호주판은 2008년부터 2012년까지 발행되었다. 어린이를 대상으로 발행되는 《더 위크 주니어》(The Week Junior)는 영국에서 2015년부터, 미국에서는 2020년부터 발행되고 있다.

## 역사
《더 위크》는 1995년 영국에서 《선데이 텔레그래프》 출신의 졸리온 코넬이 창간했다. 2001년 4월에는 미국판 발행을 시작했으며, 2008년 10월에는 호주판이 뒤를 이었다. 펠릭스 데니스가 설립한 데니스 퍼블리싱은 영국판을 발행하고 있으며, 2012년까지는 호주판도 발행했다. 미국판은 더 위크 퍼블리케이션즈에서 발행하고 있다. 2021년에는 미국판 발행 20주년을 맞이했다.
2015년 11월부터 《더 위크》는 8세부터 14세 사이의 어린이를 대상으로 하는 시사 잡지인 《더 위크 주니어》의 발행을 시작했다.
《더 위크》의 호주판은 2012년 10월에 발행을 중단했으며, 2012년 10월 12일에 마지막 호인 199호가 발행되었다. 폐간 당시 주간 판매 부수는 28,000부였으며, 독자 수는 83,000명이었다.
2021년에 퓨처에서 데니스 퍼블리싱과 《더 위크》를 포함한 여러 간행물을 인수했다.

## 웹진
2007년 9월, 《더 위크》 미국판의 일간 웹사이트 서비스가 시작되었고, 영국 사이트도 곧이어 개설되었다. 두 웹사이트 모두 잡지의 접근 방식을 반영하여 다양한 관점을 아우르는 초당파적 기사들을 게재하고 있다. 2017년에는 'The Week Unwrapped'라는 이름의 팟캐스트를 시작했는데, 해당 팟캐스트는 2020년과 2021년에 퍼블리셔 팟캐스트 어워즈에서 올해의 뉴스 팟캐스트로 선정되었다.

## 더 읽어보기
- Peters, Jeremy W. (2011년 3월 13일). “The News, in Bright Bits”. 《The New York Times》 (영어).